# Рейленд (Огайо)
Рейленд (англ. Rayland) — селище (англ. village) в США, в окрузі Джефферсон штату Огайо. Населення — 395 осіб (2020).

## Географія
Рейленд розташований за координатами 40°11′0″ пн. ш. 80°41′30″ зх. д. / 40.18333° пн. ш. 80.69167° зх. д. (40.183359, -80.691751).  За даними Бюро перепису населення США в 2010 році селище мало площу 1,29 км², з яких 1,22 км² — суходіл та 0,07 км² — водойми.

## Демографія
Згідно з переписом 2010 року, у селищі мешкало 417 осіб у 173 домогосподарствах у складі 120 родин. Густота населення становила 322 особи/км².  Було 188 помешкань (145/км²).
Расовий склад населення:
| - 97,8 % — білих - 1,0 % — чорних або афроамериканців - 0,2 % — корінних американців |

До двох чи більше рас належало 0,5 %. Частка іспаномовних становила 0,0 % від усіх жителів.
За віковим діапазоном населення розподілялося таким чином: 22,8 % — особи молодші 18 років, 59,2 % — особи у віці 18—64 років, 18,0 % — особи у віці 65 років та старші. Медіана віку мешканця становила 43,7 року. На 100 осіб жіночої статі у селищі припадало 95,8 чоловіків;  на 100 жінок у віці від 18 років та старших — 94,0 чоловіків також старших 18 років.
Середній дохід на одне домашнє господарство  становив 42 554 долари США (медіана — 36 250), а середній дохід на одну сім'ю — 49 529 доларів (медіана — 43 375). За межею бідності перебувало 14,8 % осіб, у тому числі 17,6 % дітей у віці до 18 років та 12,3 % осіб у віці 65 років та старших.
Цивільне працевлаштоване населення становило 184 особи. Основні галузі зайнятості: освіта, охорона здоров'я та соціальна допомога — 35,9 %, роздрібна торгівля — 17,9 %, мистецтво, розваги та відпочинок — 9,8 %, науковці, спеціалісти, менеджери — 7,1 %.